# 布赫巴赫 (奥地利)
布赫巴赫是奥地利下奥地利州诺因基兴县的一个市镇。总面积2.99平方公里，总人口341人，人口密度114.0人/平方公里（2005年）。